# تورنتون این لانزدیل
تورنتون این لانزدیل (به انگلیسی: Thornton in Lonsdale) یک روستا و محله مدنی در بریتانیا است که در کراون واقع شده‌است. تورنتون این لانزدیل ۲۸۸ نفر جمعیت دارد.